# Augenblick
Augenblick er et album fra det spanske heavy metal band Bruthal 6.

## Spor
1. ¨Una Vez Más¨

2. ¨Aferrado al Dolor¨

3. ¨Perdido¨

4. ¨Despertaré¨

5. ¨Palabras¨

6. ¨Una Razón¨

7. ¨¿Y Ahora Qué?¨

8. ¨Libertad¨

9. ¨ Silencio¨

10. ¨Monstruo¨

11. ¨Cerca¨